# Олимпийский чемпион

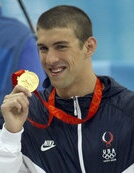
Майкл Фелпс с золотой олимпийской медалью Пекина-2008

Олимпи́йский чемпио́н — победитель летних или зимних Олимпийских игр. Является неотчуждаемым званием (не бывает бывших или экс-олимпийских чемпионов). Помимо звания чемпиона, победитель соревнований на Олимпиаде получает также олимпийскую золотую медаль. Звание чемпиона носят как победители в личных дисциплинах (например, метатели копья или прыгуны в воду), так и в командных (например, игроки в кёрлинг или гандболисты). При этом, если в командных игровых видах спорта (футбол, баскетбол, волейбол, хоккей с шайбой) и некоторых других дисциплинах в силу специализации спортсмены могут рассчитывать только на одну победу на одних Олимпийских играх, то в других видах спорта сильнейшие спортсмены могут претендовать на одних Играх на пять и более наград (спортивная гимнастика, плавание, биатлон, лыжные гонки и другие).
Звание олимпийского чемпиона является наиболее почётным в тех видах спорта, по которым проводятся турниры в рамках Олимпиады (лишь в некоторых видах спорта звание чемпиона мира котируется выше, например, в мужском футболе, где на Олимпиадах соревнуются не все сильнейшие игроки мира из-за возрастного ограничения).
Обладатель наибольшего количества золотых олимпийских наград (23) — американский пловец Майкл Фелпс. По девять раз олимпийскими чемпионами становились Пааво Нурми, Лариса Латынина, Марк Спитц, Карл Льюис.